# 9517 Niehaisheng
9517 Niehaisheng (1977 VL1) là một tiểu hành tinh vành đai chính được phát hiện ngày 3 tháng 11 năm 1977 tại Đài thiên văn Tử Kim Sơn ở Nanjing, Trung Quốc. Nó được đặt theo tên nhà thiên văn học Trung QUốc Nie Haisheng, ông và Fei Junlong đã lái tàu Thần Châu 6 phóng ngày 12 tháng 10 năm 2005 và làm một loạt các thí nghiệm trong không gian trong 5 ngày.